# ريناتو نونيز
ريناتو نونيز (بالإسبانية: Renato Núñez)‏ هو لاعب محترف لكرة القاعدة ‏ فنزويلي، ولد في 29 مارس 1994 في بلنسية في إسبانيا.

## وصلات خارجية
- ريناتو نونيز على موقع دوري كرة القاعدة الرئيسي (الإنجليزية)
- ريناتو نونيز على موقع الدوري الياباني لكرة القاعدة (الإنجليزية)
- ريناتو نونيز على موقعبيزبول رفرنس.كوم (الدوري الرئيسي) (الإنجليزية)
- ريناتو نونيز على موقعبيزبول رفرنس.كوم (الدوري الثانوي) (الإنجليزية)
- ريناتو نونيز على موقع إي إس بي إن.كوم (أم.أل.بي) (الإنجليزية)
- ريناتو نونيز على موقع مشجعي الرسوم البيانية (الإنجليزية)